# Pedro García Aguado

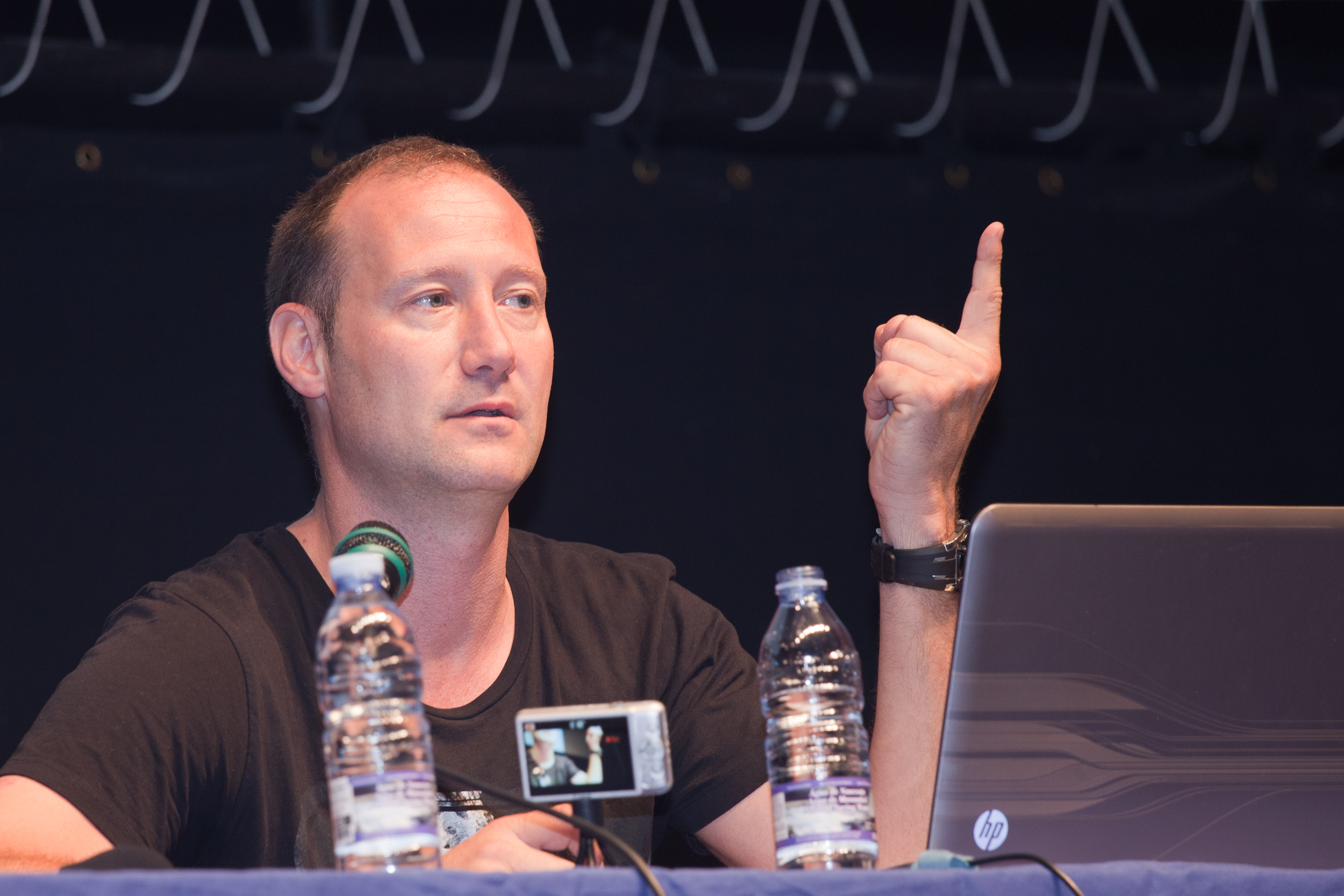
Pedro García Aguado

Pedro Francisco García Aguado (Madrid, 9 de desembre del 1968) és un presentador de televisió i exjugador de waterpolo espanyol. Després de superar la seva drogoaddicció, va escriure el llibre Mañana lo dejo (2012), en el qual explica les seves experiències amb aquesta. De 2009 a 2015 va presentar el programa de televisió Hermano mayor en el canal Cuatro, i en 2017 presenta els programes Cazadores de Trolls i La Isla, i De hoy en un año ambdós del grup Atresmedia.

## Biografia

### Trajectòria esportiva
Va començar a l'escola de waterpolo de Helmans amb Mariano García als 12 anys. En 1986 es va mudar a Barcelona juntament amb el porter Jesús Rollán, amb el qual va tenir un gran problema amb les drogues en jugar en el Club Natació Catalunya.
A Barcelona, va residir en la "Residència d'Esportistes Joaquín Blume" d'Esplugues de Llobregat, on va desenvolupar part de la seva etapa formativa en l'elit del waterpolo i d'on en fou expulsat durant la preparació de les Olimpíades de 1992, en confessar que durant aquesta època, va compaginar els durs entrenaments, amb múltiples sortides nocturnes en les quals es va intensificar el seu abús de diverses substàncies com l'alcohol i la cocaïna.
Va ser internacional absolut amb la Selecció espanyola de waterpolo en 565 ocasions, proclamant-se entre altres títols, campió olímpic en 1996 i mundial en 1998. Entre altres distincions individuals, va ser triat millor jugador de la lliga espanyola de waterpolo en 2001.
El 2008 va escriure el llibre autobiogràfic "Mañana lo dejo: confidencias de un campeón olímpico que venció a las drogas y al alcohol".

### Trajectòria mediàtica
Des de 2009 i fins a 2015, García Aguado ha presentat set temporades del programa Hermano Mayor, de la cadena televisiva Cuatro, un espai on pretén ajudar a adolescents i famílies en conflicte. El setembre de 2010 va començar a la mateixa cadena un altre programa similar: El campamento. El 2011 va rebre la Medalla d'Or de la Reial Orde del Mèrit Esportiu.
A més, ha participat en dos episodis de la primera temporada del programa En la caja, a Cuatro i en 2015 va ser jurat al programa Levántate de Telecinco.
Al febrer de 2012, es va anunciar el fitxatge de Pedro García Aguado per l'altre gran grup privat de televisió del país, Atresmedia. Finalment, es va rescindir aquest contracte sense arribar-se a iniciar, argumentant el presentador un problema d'assessorament legal, que va solucionar canviant de representant, renovant de nou el seu contracte amb Mediaset España.
A l'abril de 2015 es va confirmar que el presentador deixava Hermano Mayor i Mediaset España per motius personals, per la qual cosa el programa seguiria amb un nou presentador.
Al setembre de 2015, s'anuncia el seu fitxatge per Atresmedia per conduir un docu-reality anomenat Cazadores de Trolls, encara que no va començar a emetre's fins a dos anys després. Des de maig d'aquest mateix any presenta el reality xou La Isla en LaSexta.

## Clubs
- Club Natación San Blas
- Club Natación La Latina
- Club Natació Catalunya
- Club Natació Barcelona
- Club Natació Terrassa

## Palmarès

### Com a jugador de club
- Set vegades campió de la Lliga Nacional espanyola de waterpolo.
- Sis vegades campió de la Copa del Rei (Espanya).
- Millor jugador de la Lliga Nacional 2000-2001.
- Millor jugador de la final de la Lliga Nacional 2001-2002.
- Una copa d'Europa: 1995.
- Una recopa d'Europa: 1992.
- Dues Supercopes d'Europa: 1992 i 1995.

### Com a jugador de la selecció espanyola
- 4t als Jocs Olímpics de Sydney (Austràlia) - 2000
- Campió mundial en els campionats del món de Perth el 1998.
- Or als Jocs Olímpics d'Atlanta de 1996.
- Plata als campionats del món de Roma el 1994.
- Bronze a l'Europeu de Sheffield 1993
- Plata als Jocs Olímpics de Barcelona del 1992.
- Plata als campionats del món de Perth el 1991.
- Plata al campionat d'Europa d'Atenes el 1991.

## "Hermano mayor"
Hermano mayor és un programa de televisió emès els divendres a la cadena de televisió espanyola Cuatro. És un altre dels programes que emet la cadena que posseeixen un clar fi educatiu i neix arran de l'èxit aconseguit per Supernanny i SOS Adolescents.
Els seus protagonistes són joves d'entre 18 i 21 anys que estan en ple canvi tant físic com psicològic en els quals, a més, s'està despertant una forma diferent de relacionar-se amb els seus pares, busquen una major independència i més temps d'oci en companyia dels seus amics. Pedro García Aguado exercirà com germà gran i intentarà ajudar-los a canviar. Com en tots els seus coach, Cuatro pretén que el teleespectador disposi d'un marc de referència que li pugui servir d'ajuda en l'educació dels seus fills.
La primera temporada es compon de 7 capítols. La segona temporada es compon de 10 capítols. La tercera temporada es compon de 12 capítols, i la quarta temporada es compon de 13 capítols. Al febrer de l'any 2012 es va saber que Pedro García Aguado havia fitxat pel canal de televisió laSexta i abandonat d'aquesta manera Cuatro on portava més de tres anys. Finalment, Pedro García Aguado va trencar el seu contracte amb laSexta i va tornar a Mediaset Espanya; ha confessat que tot ha estat un problema d'assessorament legal, que ha solucionat canviant de representant. De moment, Pedro ha signat per dues temporades més d'Hermano Mayor, i una més d'El Campamento.